# Vaucelles-et-Beffecourt
Vaucelles-et-Beffecourt é uma comuna francesa na região administrativa de Altos da França, no departamento de Aisne. Estende-se por uma área de 4,03 km². Em 2010 a comuna tinha 267 habitantes (densidade: 66,3 hab./km²).